# باش‌آغاچ (صندوق‌لی)
باش‌آغاچ (به ترکی استانبولی: Başağaç) یک منطقهٔ مسکونی در ترکیه است که در صندوق‌لی واقع شده‌است.